# 澀谷路口
35°39′34″N 139°42′02″E / 35.6595°N 139.70055°E

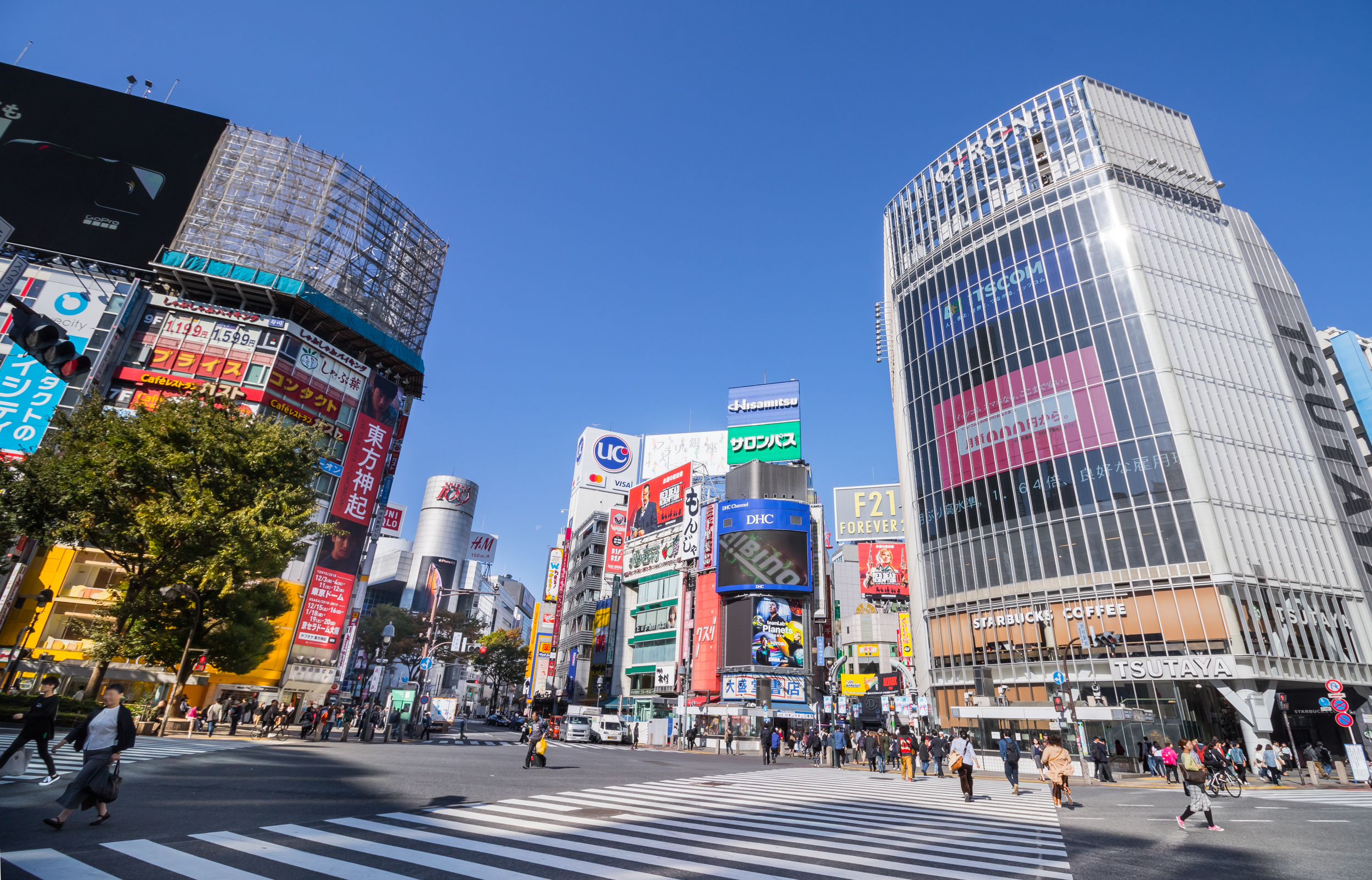
2018年10月拍攝的澀谷路口，左側遠處筒狀建築為澀谷109，右側牆上有大型螢幕的建築為QFRONT。

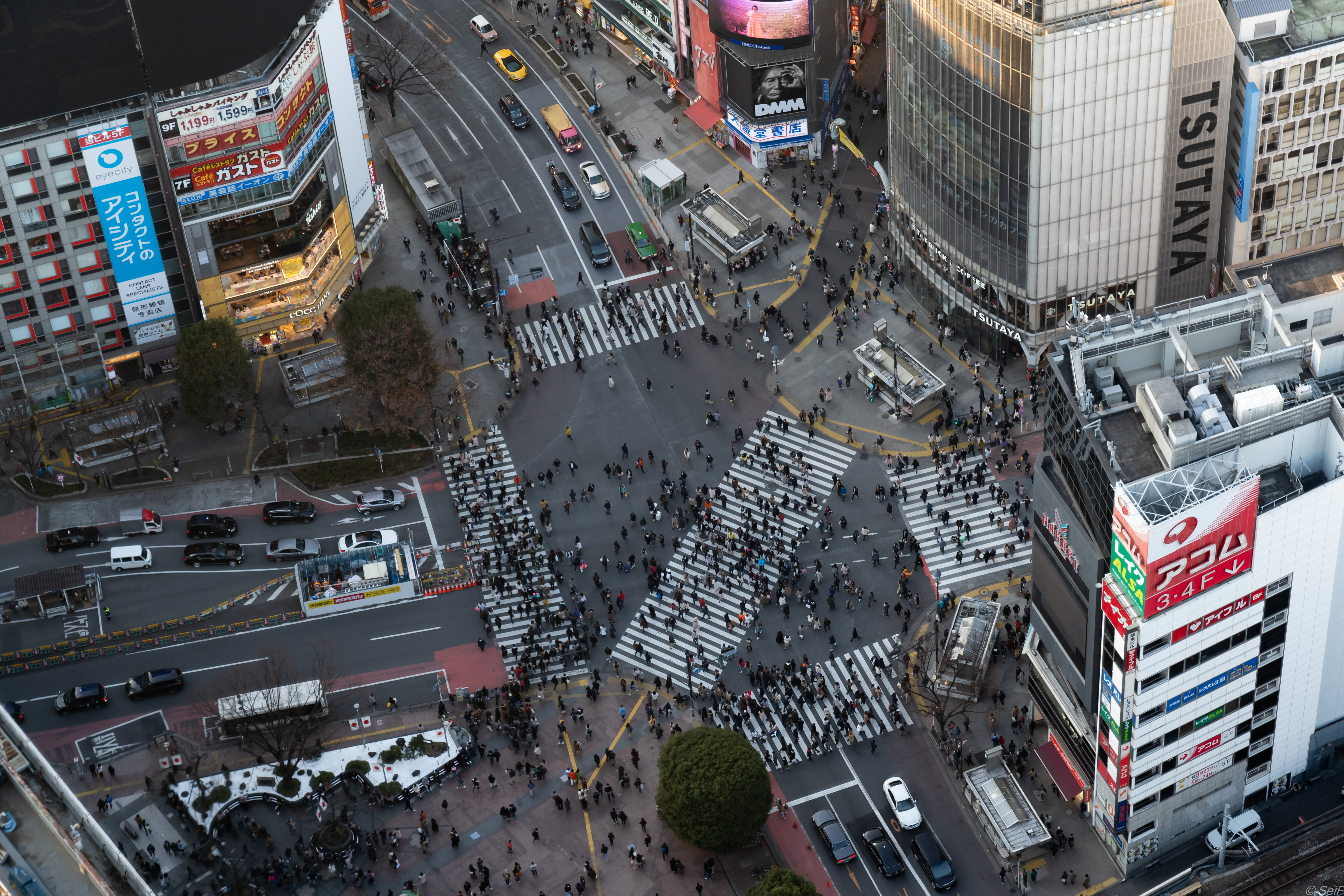
從澀谷Scramble Square觀景台（SHIBUYA SKY）俯瞰澀谷路口，攝於2020年1月11日

澀谷路口，全稱澀谷全向交叉路口（日语：／ Shibuya sukuranburu kōsaten），是位於日本東京都澀谷區的路口，採用行人保護時相。正式名稱為澀谷站前交叉口（渋谷駅前交差点）。該路口座落於JR澀谷站西北側，是澀谷人流往來最密集的地方，被視為日本都市風景的象徵，也被稱為「世界最著名路口」之一。據2016年統計，在人流往來較多時，一次綠燈（約2分）的時間內有約3,000人通過該路口。
在2016年夏季奧林匹克運動會閉幕式中有影片宣傳將在東京舉辦的2020年夏季奧林匹克運動會，當中可以看到澀谷路口。

## 外部連結
- YouTube上的【LIVE CAMERA】渋谷スクランブル交差点 ライブ映像 （日語）
- YouTube上的渋谷・スクランブル交差点　ライブカメラ　Shibuya Crossing - Tokyo, Japan　 Live Cam （日語）
- YouTube上的【LIVE】渋谷スクランブル交差点 ライブカメラ / Shibuya Scramble Crossing Live Camera （日語）
- 澀谷路口的Google街景圖 （页面存档备份，存于）